# NGC 448
NGC 448 este o galaxie lenticulară situată în constelația Balena. A fost descoperită în 2 septembrie 1886 de către Lewis Swift.